# South Shoebury
South Shoebury is een voormalig dorp en voormalig civil parish in het district Southend-on-Sea in het Engelse graafschap Essex. In 1851 telde de civil parish 158 inwoners, daarna is de bevolking explosief gegroeid. South Shoebury, tegenwoordig Shoebury, is een badplaats aan de noordkant van het estuarium waarin de rivier Theems in de Noordzee uitmondt.
De voormalige parish South Shoebury bevatte in de 19e eeuw naast het gelijknamige dorp de buurtschappen Cambridge Town, Dangers, Shoebury Common, Parsonage, Kennets Head, Shoeburyness en Pig's Bay. De eerste twee groeiden vast aan South Shoebury en Shoeburyness werd de grootste plaats. Tussen de dorpen South Shoebury en Shoeburyness was een garnizoen 'Horseshoe Barracks' waar delen van zijn bewaard.
De London, Tilbury & Southend Railway werd in 1884 verlengd naar zijn huidige eindpunt in Shoeburyness.
De Church of St Andrew van South Shoebury is een monument dat onder de English Heritage valt. Hij dateert uit het begin van de 12e eeuw met uitbreidingen van latere eeuwen.
De kerkparochie South Shoebury omvat het gebied van de voormalige Parish. In Shoeburyness staat de Saint Peter-kerk van South Shoebury.

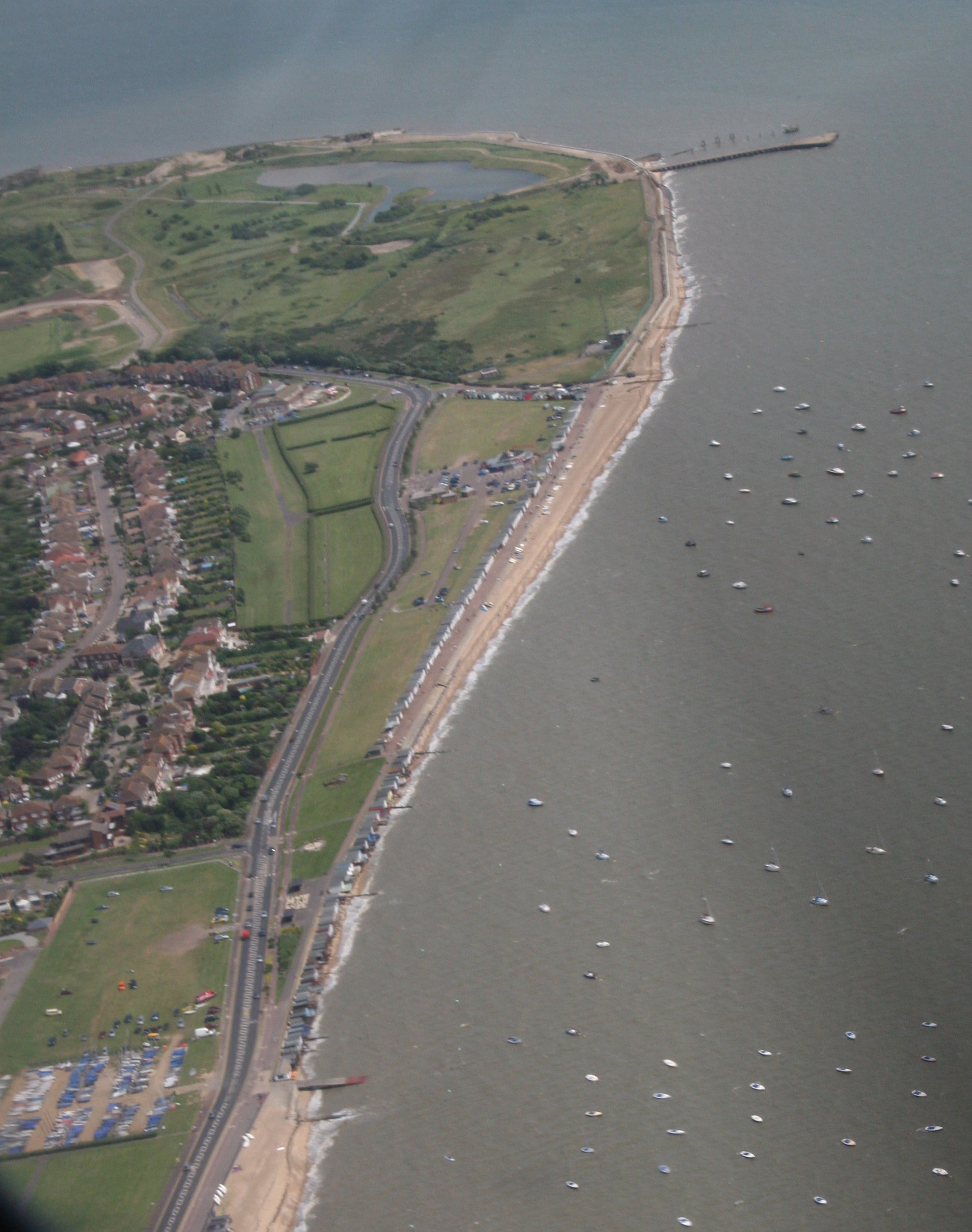
Luchtfoto van kust nabij Southend, voornamelijk Shoebury Common en een stukje van Thorpe Bay
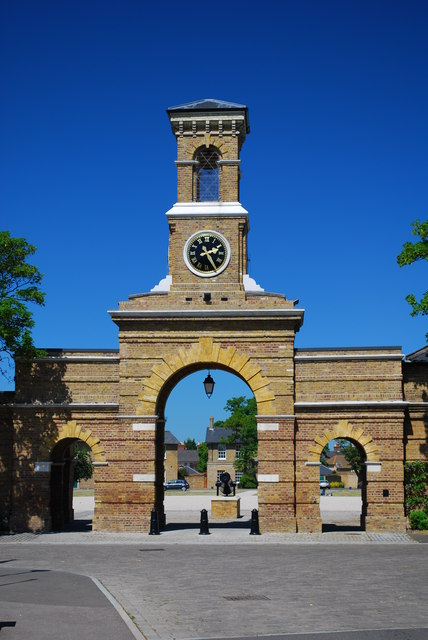
De Clock Tower van Horseshoe Barracks, Shoebury. Door de boog is de paradegrond, de oude kazerne en een deel van de legerplaats te zien
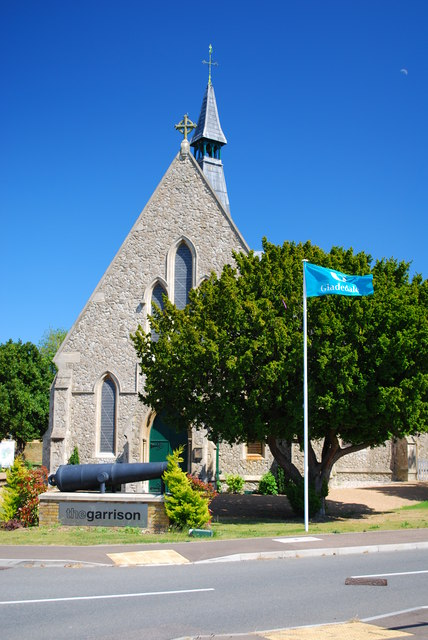
De garnizoenskerk van het oude Shoebury Garrison